# MaNga (album)
A maNga a maNga nevű török rockegyüttes első albuma, mely 2004-ben jelent meg a GRGDN és a Sony Music Entertainment közös kiadásában. 2006-ban maNga+ címen újra kiadták a lemezt, két bónuszdallal és négy zenei videót tartalmazó bónusz DVD-vel.